# Andreas Christiansen
Andreas Christiansen (* 16. Oktober 1743 in Ellum, Nordschleswig; † 19. Juli 1811 in Flensburg, Schleswig-Holstein) war ein Kaufmann und Reeder, der sein beträchtliches Vermögen vor allem durch seine Beteiligung an der westindischen Handelsschifffahrt gemacht hat.

## Leben

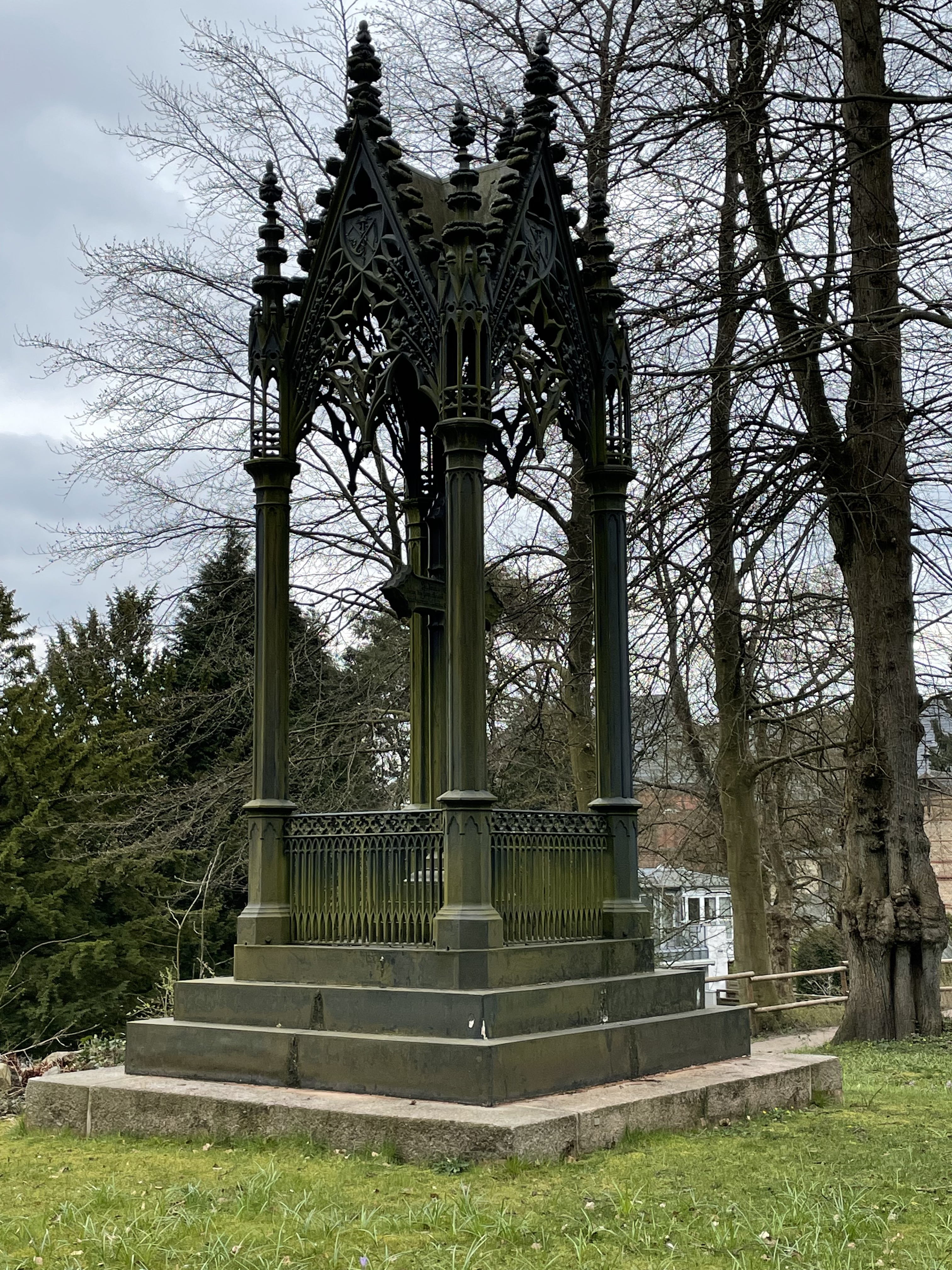
Grabmal für Andreas Christiansen auf dem Alten Friedhof in Flensburg, 2022

Andreas Christiansen wuchs in dem kleinen Dorf Ellum bei Løgumkloster in Nordschleswig (dänisch Sønderjylland) auf, das wie das gesamte Herzogtum Schleswig zum dänischen Gesamtstaat gehört. Mit vierzehn Jahren reiste am 3. Oktober 1758 mit einer Kutsche ins südlicher gelegene Flensburg, um dort eine Kaufmannslehre im Geschäft des renommierten Kaufmanns Feddersen zu beginnen. Feddersen unterhielt beträchtliche Handelsbeziehungen zu den Westindischen Inseln. Als er starb, wurde Christiansen von Feddersens Witwe in die Karibik geschickt, um dort das Geschäft zu leiten. Im Jahr 1766 segelte er zum ersten Mal an Bord des Segelschiffes Einhorn in die dänische Kolonie auf die Insel Saint Croix. Nach einigen Jahren kehrte er nach Flensburg zurück. Er war zu einem Handelsexperten geworden, der enge Kontakte zu den Zuckerrohr-Plantagenbesitzern knüpfte und Rohzucker zu guten Preisen einkaufte. Später hat er sich wiederholt auf den Westindischen Inseln aufgehalten, es sind mindestens sechs längere Besuche verbürgt.
Von Flensburg aus wurden zu dieser Zeit mehrmals im Jahr Schiffe nach Dänisch-Westindien geschickt. Sie brachten hauptsächlich landwirtschaftliche Güter und Werkzeuge aus Schleswig, gelbe Flensburger Ziegelsteine aus den Ziegeleien an der Flensburger Förde und aus der „Crusauer Kupfer- und Messingfabrik“ in Kupfermühle Kessel für die Rumbrennereien und Bottiche für die Zuckersiedereien auf den Westindischen Inseln. Nach Hause transportierten die Schiffe Tabak, Mahagoni-Holz und nicht zuletzt Rohzucker. Ökonomisch passten Dänisch-Westindien und Flensburg perfekt zusammen. Im Jahr 1762 wurde die erste Zuckerraffinerie in der Stadt gegründet, mit der Rumproduktion wurde ernsthaft erst zu Beginn des 19. Jahrhunderts begonnen.
Andreas Christiansen gründete seine erste eigene Zuckerraffinerie in Flensburg im Jahr 1778. Bereits in ihrem ersten Jahr produzierte sie 212.000 Pfund Zucker. In den Jahren 1782–1783 stieg die Menge auf 511.000 Pfund. In fünf Jahren wurde der Wert von 1,6 Mio. Pfund Zucker erreicht. Christiansen machte auf der Grundlage dieser Zuckerraffinerie ein Vermögen von 80.000 Mark und im Jahr 1792 war sein Vermögen schon auf 433.000 Mark gewachsen.
Christiansen besaß nicht nur Zuckerraffinerien, Handelshöfe und Schiffswerften, er betrieb seit 1800 die erste Ölmühle in Flensburg und war als Reeder Eigner zahlreicher Schiffe. Er war ursprünglich mit der Reederfamilie Feddersen verbunden, doch von 1789 bis 1806 schickte er selbst elf Expeditionen nach Dänisch-Westindien.
Andreas Christiansen, der es vom armen Bauernjungen bis an den Hof des dänischen Königs gebracht hatte, galt zu seinen Lebzeiten als einer der reichsten Männer im Staate Dänemark. Er hatte sein Vermögen vor allem durch seine Beteiligung an der westindischen Handelsschifffahrt gemacht, die Teil des sogenannten „Atlantischen Dreieckshandels“ gewesen war. Jenem kolonialzeitlichen System, das auf den gewinnbringenden Austausch von versklavten Menschen, Rohstoffen und Fertigwaren zwischen Europa, Afrika und der Karibik basierte.

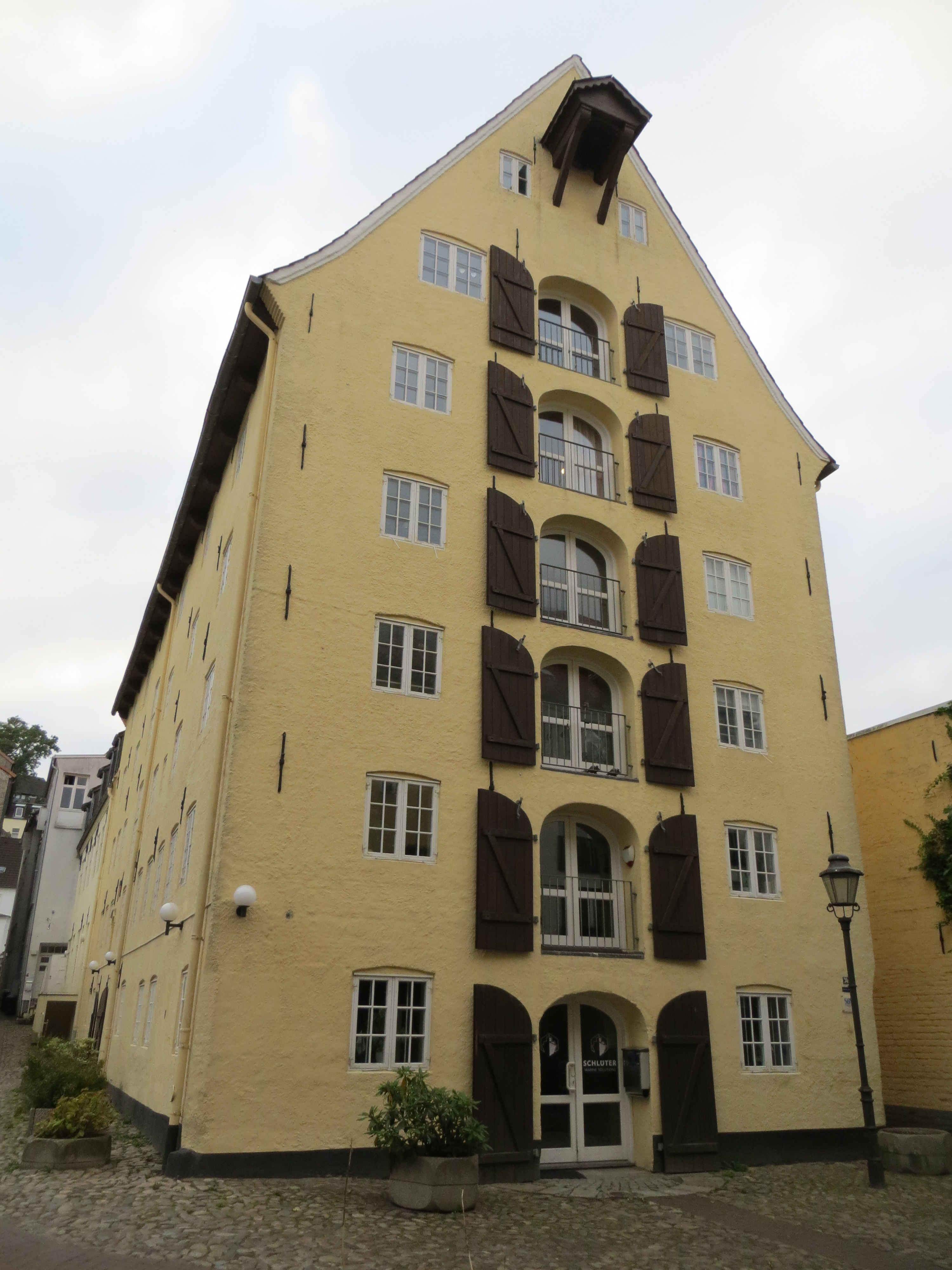
Westindienspeicher in Flensburg, 2013

An den Sklaventransporten aus Afrika in die Karibik und nach Amerika beteiligten sich die Flensburger Kaufleute nicht aktiv. Dafür waren die Flensburger Schiffe auch zu klein, und die Botschaft aus der dänischen Hauptstadt lautete auch: Diese Seite der Sache werden wir wohl von Kopenhagen aus übernehmen. Aber sie beteiligten sich an dem Handel, der Teil des Dreieckshandels war, und sie wussten durchaus, was vor sich ging.

## Westindienspeicher
Andreas Christiansen ließ den heute noch bestehenden mächtigen Westindienspeicher in der Epoche der Aufklärung im Jahre 1789 errichten. Das Packhaus war deutlich größer als alle anderen Packhäuser mit den üblichen drei Etagen. Die Größe ist vergleichbar mit Lagerhäusern, die man in Hansestädten wie Lübeck und Hamburg findet. Der Speicher diente als Lagerhaus für die Waren des Flensburger Westindienhandels. So wurde hier unter anderem in schweren Eichenfässern „Original Rum“ aus der Karibik gelagert, aus dem dann der bekannte Flensburger Rum-Verschnitt gemacht wurde. Weiterhin wurden hier Rohzucker, Tabak, Kakao, Tee und Gewürze gelagert. All diese Waren wurden mit dem Giebelkran, der an der noch existierenden Krangaube befestigt war, in den Speicher gehievt. Die beiden zur Speicherlinie gewandten Häuser auf dem Kaufmannshof dienten als Wohn- und Geschäftsräume, auch eine Zuckersiederei soll sich auf dem Hof befunden haben.

## Mäzen
Die Kaufmanns- und Unternehmerfamilie Christiansen waren außerordentlich erfolgreiche Kaufleute, Reeder und Unternehmer. Sie hatten sich aber ihren Bürgersinn bewahrt und waren zudem interessiert an Kunst und Kultur. 

### Stipendien und Bildersammlung
Andreas Christiansen identifizierte sich mit Flensburg, der Stadt, die ihm alles gegeben hatte. So wie er mit dem Westindienhandel Geld gescheffelt hatte, so gab er Geld und Stipendien für die Jugendbildung und sponserte eine Ausbildungseinrichtung in der Stadt. 
Er unterstützte auch den Maler Niclaus Peters, der an der Königlichen Dänischen Kunstakademie in Kopenhagen ausgebildet worden war. Er kaufte viele Bilder von diesem Künstler für die eigene Sammlung der Christiansen-Familie. Die Familie förderte Künstler und besaß eine respektable Kunst- und Büchersammlung.

### Christiansenpark

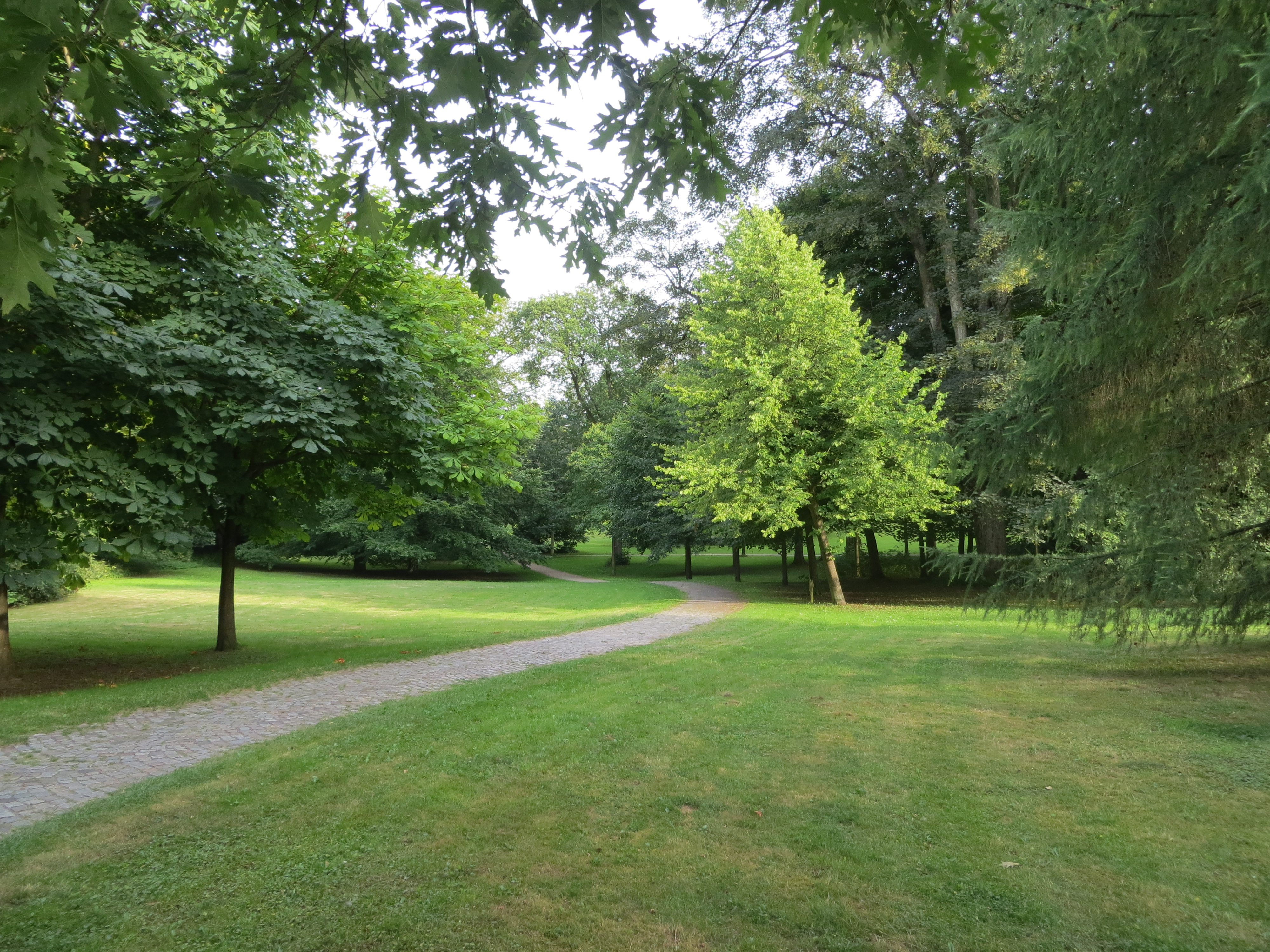
„Christiansenpark“, 2013

Der prächtige „Christiansenpark“, an dem sich die Flensburger noch heute erfreuen können, geht auf die Initiative von Mitgliedern dieser Familie zurück. Christiansen jr. war es, der zwei Gartenanlagen auf der Westlichen Höhe um 1820 zusammenfasste zu einem über 20 Hektar großen grünen Areal, einst „Christiansengärten“ genannt. Sie waren schon damals öffentlich zugänglich. Der heutige „Christiansenpark“ befindet sich seit 1992 im Eigentum der Stadt Flensburg und wird von einem Förderverein betreut.

## Familie
Andreas Christiansen heiratete am 21. September 1776 seine Frau Catharina Maria geb. Andersen (* 18. Juli 1747; † 13. Oktober 1813), eine wohlhabende Kaufmannstochter und hatte mit ihr vier gemeinsame Kinder:
- Christian Andreas Christiansen (1780–1831)
- Sophia Maria Christiansen geb. 1784
- Anna Christiansen geb 1786
- Catharina Maria Christiansen (1786–1829)

## Sprache
Das Nationale hatte für Andreas Christiansen, obwohl er aus Nordschleswig stammte, eine untergeordnete Rolle. Er hielt es mit der Sprache generell wie die Flensburger Kaufleute im 18. und 19. Jahrhundert. Sie segelten gern unter dem Dannebrog, auch weil es wirtschaftlich am günstigsten war, obwohl sie hauptsächlich Plattdeutsch und Hochdeutsch sprachen.